# Seleção de futebol
Uma seleção de futebol é uma equipe   formada geralmente para representar um país ou determinada região do mesmo (como cidades, estados, territórios, ilhas etc.) em competições - oficiais ou não - e em amistosos. Tal seleção é convocada por um treinador, que julga estar contando com os melhores jogadores de futebol de sua região.
Há o caso de seleções organizadas apenas em ocasiões especiais, como a Seleção do Resto do Mundo de Futebol, que eventualmente reúne os melhores jogadores do planeta para a disputa de jogos festivos. Também é comum, ao término da temporada, que seleções sejam montadas pelos próprios jogadores para a realização de jogos festivos em prol da solidariedade. Estas seleções não representam nenhuma entidade organizadora do futebol de determinada região e, portanto, não são oficiais.

## Seleções nacionais
As seleções nacionais representam os países. Geralmente jogam em competições de nível internacional organizadas pela FIFA, a entidade máxima do futebol. De acordo com uma de suas regras, qualquer jogador que já tenha atuado por alguma seleção nacional não pode mais atuar por nenhuma outra. Um momento marcante onde se pode observar a paixão dos torcedores pela seleção de seu país é a Copa do Mundo de Futebol.
Há também disputas entre seleções em âmbito continental, organizadas de acordo com o continente: Campeonato Africano das Nações (na África), Copa da Ásia (na Ásia), Eurocopa (na Europa), Copa das Nações da OFC (na Oceania), Copa Ouro da CONCACAF (nas Américas do Norte e Central) e Copa América (na América do Sul). 
Algumas seleções ficaram bastante conhecidas ao longo da história do esporte, entre elas figuram a Seleção Brasileira de Futebol, a Seleção Italiana de Futebol, a Seleção Portuguesa de Futebol e a Seleção Alemã de Futebol..

## Seleções estaduais
Foi costume por algum tempo no Brasil organizar campeonatos entre seleções estaduais. Era dessa forma que muitos estados eram lançados para o grupo dos mais tradicionais futebolisticamente, com Rio de Janeiro, São Paulo, Minas Gerais e Rio Grande do Sul.

## Seleções municipais
Há também seleções municipais, como ocorre no Campeonato Baiano Intermunicipal de Futebol, em que cada município baiano pode montar sua seleção municipal de futebol amador para disputar o campeonato.